# 町田市立町田第三小学校
町田市立町田第三小学校（まちだしりつ まちだだいさんしょうがっこう）は、東京都町田市本町田にある公立小学校。略称は町三（まちさん）、町三小（まちさんしょう）。
町田第一中学校・町田第一小学校・町田第四小学校と小中一貫教育を行っている。

## 沿革

### 前史
- 1880年（明治13年）6月 - 陶化学校が開校[2]。

### 開校後
- 1952年（昭和27年）4月1日 - 町田町立町田第三小学校として開校[1]。
- 1958年（昭和33年）2月1日 - 町村合併に伴い、「町田市立町田第三小学校」に改称。
- 1966年（昭和41年）3月 - 第一校舎を落成[1][3]。
- 1970年（昭和45年）10月 - 第二校舎を落成[1][3]。
- 1971年（昭和46年）7月 - プールを落成[1]。
- 1974年（昭和49年）11月 - 体育館を落成[1]。
- 2013年（平成25年） - 町田第一中学校・町田第一小学校・町田第四小学校との小中一貫教育を開始[1]。
- 2028年（令和10年） - 本町田ひなた小学校への統合に伴い、閉校予定[4][5]。

## 著名な卒業生
- 北澤豪 - 元サッカー選手[6]

## 教育目標
- 元気な子
- よく考える子
- 思いやりのある子

出典：

## 施設概要
主な施設を掲載。
- 校舎（5,229 m2[1]）
  - 第一校舎 - 鉄筋コンクリート造3階建て[3]
  - 第二校舎 - 鉄筋コンクリート造4階建て[3]
- 体育館（684 m2[1]）
- 屋外プール（300 m2[1]）
- 校庭
- 竹ん子学童保育クラブ（社会福祉法人町田市社会福祉協議会） - 校舎内に所在[8]

## 学区
- 町田市
  - 旭町3丁目
  - 本町田（一部）
  - 南大谷（一部）

出典：

## 進学先の中学校
- 町田市立町田第一中学校（町田市中町）[9]

## アクセス

### バス
- 「第三小学校前」バス停から徒歩で約5分

## 周辺
- 町田本町田郵便局
- 宏善寺